# Associazione Calcio Hellas Verona 1968-1969
Questa voce raccoglie le informazioni riguardanti l'Associazione Calcio Hellas Verona nelle competizioni ufficiali della stagione 1968-1969.

## Stagione
Neopromossi in Serie A, gli scaligeri di Giancarlo Cadè conquistarono in assoluto la prima storica salvezza in massima serie nonostante i risultati altalenanti, togliendosi inoltre alcuni "sfizi". La prima vittoria stagionale è il 3-0 interno sul Torino, seguito dai pirotecnici 5-3 sul Pisa, 2-0 alla Roma e 2-1 alla Juventus, contro la quale conquistano la prima vittoria nell'era del girone unico. Il "Derby del Veneto" contro al Vicenza venne sospeso per nebbia e recuperato a febbraio, dove i gialloblù si imposero in rimonta per 2-1. Nel girone di ritorno gli unici successi vengono contro Napoli (2-0), Bologna (5-1), Palermo (2-0) e in casa della Roma (1-2). Da segnalare i pareggi interni contro la Fiorentina (vincitrice dell'edizione) e Atalanta alla terzultima giornata, ultimo punto stagionale conquistato sulla squadra già matematicamente ultima in classifica.

## Divise
A partire dalla stagione 1968-1969 debuttano i completi che verranno successivamente considerati quelli tradizionali. Il collo poteva essere a polo o a "V". Tali divise verranno mantenute fino alla stagione 1978-1979.
| Casa | Casa (alternativa) | Trasferta | Trasferta (alternativa) |

## Rosa
| N. |                   | Ruolo | Calciatore        |
| -- | ----------------- | ----- | ----------------- |
|    | Italia (bandiera) | P     | Angelo Colombo    |
|    | Italia (bandiera) | P     | Giovanni De Min   |
|    | Italia (bandiera) | P     | Renato Piccoli    |
|    | Italia (bandiera) | D     | Alberto Batistoni |
|    | Italia (bandiera) | D     | Sergio Petrelli   |
|    | Italia (bandiera) | D     | Roberto Ranghino  |
|    | Italia (bandiera) | D     | Carlo Ripari      |
|    | Italia (bandiera) | D     | Giancarlo Savoia  |
|    | Italia (bandiera) | D     | Mario Trebbi      |
|    | Italia (bandiera) | C     | Italo Bonatti     |

| N. |                   | Ruolo | Calciatore          |
| -- | ----------------- | ----- | ------------------- |
|    | Italia (bandiera) | C     | Sergio Maddè        |
|    | Italia (bandiera) | C     | Roberto Mazzanti    |
|    | Italia (bandiera) | C     | Angelo Orazi        |
|    | Italia (bandiera) | C     | Giulio Sega         |
|    | Italia (bandiera) | C     | Gianni Tanello      |
|    | Italia (bandiera) | C     | Sandro Vanello      |
|    | Italia (bandiera) | A     | Gianni Bui          |
|    | Italia (bandiera) | A     | Aquilino Bonfanti   |
|    | Italia (bandiera) | A     | Emiliano Mascetti   |
|    | Italia (bandiera) | A     | Vincenzo Traspedini |

## Calciomercato

### Sessione estiva (dal 13 maggio al 25 luglio 1968)
| Acquisti | Acquisti            | Acquisti | Acquisti                   |
| R.       | Nome                | da       | Modalità                   |
| -------- | ------------------- | -------- | -------------------------- |
| P        | Renato Piccoli      | Siena    | definitivo                 |
| D        | Carlo Ripari        | Pisa     | definitivo (100 milioni £) |
| C        | Roberto Mazzanti    | Reggiana | definitivo                 |
| C        | Sandro Vanello      | Inter    | prestito                   |
| A        | Aquilino Bonfanti   | Mantova  | definitivo (140 milioni £) |
| A        | Vincenzo Traspedini | Foggia   | definitivo                 |

| Cessioni | Cessioni         | Cessioni    | Cessioni      |
| R.       | Nome             | a           | Modalità      |
| -------- | ---------------- | ----------- | ------------- |
| P        | Sergio Bertola   | -           | fine carriera |
| D        | Antonio Maggioni | Juventus    | fine prestito |
| C        | Patrizio Bonafè  | Varese      | definitivo    |
| C        | Fausto Daolio    | Alessandria | definitivo    |
| C        | Elio Rinero      | Juventus    | fine prestito |
| A        | Silvano Flaborea | Reggiana    | definitivo    |
| A        | Paolo Nuti       | Foggia      | definitivo    |

### Sessione di riparazione (dal 1º al 9 novembre 1968)
| Acquisti | Acquisti       | Acquisti | Acquisti   |
| R.       | Nome           | da       | Modalità   |
| -------- | -------------- | -------- | ---------- |
| P        | Angelo Colombo | Juventus | definitivo |

| Cessioni | Cessioni | Cessioni | Cessioni |
| R.       | Nome     | a        | Modalità |
| -------- | -------- | -------- | -------- |

## Risultati

### Serie A

#### Girone di andata
| Arbitro: | Giunti (Arezzo) |

|                     |           |             |
| Petrelli 87’ (aut.) | Marcatori | 53’ Vanello |

| Arbitro: | Lo Bello (Siracusa) |

|           |           |                                  |
| Maddè 61’ | Marcatori | 28’ Rivera 50’ Prati 85’ Sormani |

| Arbitro: | Vacchini (Milano) |

|            |           |                |
| Cresci 45’ | Marcatori | 75’ Traspedini |

| Arbitro: | Michelotti (Parma) |

|                               |           |  |
| Bui 5’ Mazzanti 27’ Maddè 72’ | Marcatori |  |

| Palermo 3 novembre 1968, ore 14:30 CET 5ª giornata | Palermo          | 0 – 0 | Verona | Stadio La Favorita\| Arbitro: \| Branzoni (Pavia) \| |
| Arbitro:                                           | Branzoni (Pavia) |       |        |                                                      |

| Arbitro: | Gussoni (Varese) |

|                                              |           |                                                 |
| Bui 7’ Petrelli 34’ Traspedini 37’, 49’, 82’ | Marcatori | 6’ Manservisi 19’ (rig.) Piaceri 85’ Mascalaito |

| Arbitro: | Picasso (Chiavari) |

|           |           |  |
| Golin 88’ | Marcatori |  |

| Arbitro: | Motta (Monza) |

|                       |           |  |
| Traspedini 5’ Bui 12’ | Marcatori |  |

| Arbitro: | Carminati (Milano) |

|           |           |  |
| Rizzo 73’ | Marcatori |  |

| Arbitro: | Vacchini (Milano) |

|                                         |           |                            |
| Cristin 58’ Vincenzi 73’ Frustalupi 87’ | Marcatori | 3’ Traspedini 31’ Mazzanti |

| Arbitro: | D'Agostini (Roma) |

|                      |           |              |
| Bui 21’ Petrelli 29’ | Marcatori | 87’ Anastasi |

| Verona 22 dicembre 1968, ore 14:30 CET 12ª giornata | Verona         | 0 – 0 | Cagliari | Stadio Marcantonio Bentegodi\| Arbitro: \| Monti (Ancona) \| |
| Arbitro:                                            | Monti (Ancona) |       |          |                                                              |

| Arbitro: | Acernese (Roma) |

|                                                   |           |                     |
| Clerici 27’, 73’, 75’ Incerti 48’ Dell'Angelo 87’ | Marcatori | 15’ Bonatti 88’ Bui |

| Arbitro: | Picasso (Chiavari) |

|                                      |           |           |
| Domenghini 54’ Bertini 61’, 77’, 90’ | Marcatori | 85’ Maddè |

| Verona 26 gennaio 1969, ore 14:30 CET 15ª giornata | Verona           | 0 – 0 | Lanerossi Vicenza | Stadio Marcantonio Bentegodi\| Arbitro: \| Gussoni (Varese) \| |
| Arbitro:                                           | Gussoni (Varese) |       |                   |                                                                |

#### Girone di ritorno
| Arbitro: | D'Agostini (Roma) |

|           |           |  |
| Maddè 27’ | Marcatori |  |

| Arbitro: | Gussoni (Varese) |

|                            |           |                  |
| Bui 37’ Volpato 59’ (aut.) | Marcatori | 3’ (rig.) Vitali |

| Arbitro: | Bernardis (Trieste) |

|                     |           |  |
| Prati 32’, 66’, 78’ | Marcatori |  |

| Arbitro: | Acernese (Roma) |

|                                                     |           |                    |
| Petrelli 3’ Bui 16’, 54’ Vanello 27’ Traspedini 32’ | Marcatori | 68’ (aut.) Tanello |

| Arbitro: | Giunti (Arezzo) |

|                                                          |           |  |
| Ferrini 11’ Facchin 38’ Batistoni 49’ (aut.) Agroppi 82’ | Marcatori |  |

| Arbitro: | De Marchi (Pordenone) |

|              |           |  |
| Bui 13’, 71’ | Marcatori |  |

| Arbitro: | Di Tonno (Lecce) |

|              |           |                |
| Mazzanti 54’ | Marcatori | 77’ Manservisi |

| Arbitro: | Monti (Ancona) |

|         |           |            |
| Bui 44’ | Marcatori | 26’ Bonafè |

| Arbitro: | Picasso (Chiavari) |

|           |           |                 |
| Peirò 76’ | Marcatori | 7’, 71’ Vanello |

| Arbitro: | Gonella (Asti) |

|                          |           |                        |
| Bui 16’ Maddè 47’ (rig.) | Marcatori | 14’ Chiarugi 60’ Rizzo |

| Arbitro: | Motta (Monza) |

|  |           |                                       |
|  | Marcatori | 32’ (rig.), 89’ Vieri 37’ Francesconi |

| Arbitro: | Serafino (Roma) |

|              |           |  |
| Anastasi 22’ | Marcatori |  |

| Arbitro: | Picasso (Chiavari) |

|               |           |  |
| Riva 59’, 69’ | Marcatori |  |

| Arbitro: | Bernardis (Trieste) |

|         |           |              |
| Bui 42’ | Marcatori | 85’ Nastasio |

| Arbitro: | Panzino (Catanzaro) |

|                        |           |                                       |
| Traspedini 44’ Bui 47’ | Marcatori | 20’ Mazzola 25’ Suárez 48’ Domenghini |

| Arbitro: | D'Agostini (Roma) |

|                        |           |         |
| Vitali 45’ Gallina 81’ | Marcatori | 10’ Bui |

### Coppa Italia

#### Primo turno
| Arbitro: | Possagno (Treviso) |

|                                                 |           |             |
| Maddè 10’ Mascetti 40’ Bonfanti 77’ Vanello 82’ | Marcatori | 47’ Braglia |

| Arbitro: | Giunti (Arezzo) |

|  |           |                                |
|  | Marcatori | 14’ Bonfanti 64’ (aut.) Manera |

| Arbitro: | Di Tonno (Lecce) |

|                                   |           |         |
| Moschino 35’ (rig.) Mondonico 49’ | Marcatori | 77’ Bui |

### Coppa delle Alpi

#### Fase a gironi
| Hof 14 giugno 1969, ore 17:00 CEST Gruppo A - 1ª giornata | Bayern Hof | 0 – 0 | Verona | Stadio Grüne Au\| Arbitro: \| Marendaz \| |
| Arbitro:                                                  | Marendaz   |       |        |                                           |

| Arbitro: | Schaut |

|                                          |           |         |
| Walter 53’ Krott 61’ Hoffmann 67’ (rig.) | Marcatori | 25’ Bui |

| Arbitro: | Tschenscher |

|                          |           |          |
| Meyer 60’ Pellegrini 90’ | Marcatori | 51’ Sega |

| Arbitro: | Fritz |

|                        |           |              |
| Hosp 71’ Chapuisat 72’ | Marcatori | 35’ Bonfanti |

## Statistiche

### Statistiche di squadra
| Competizione     | Punti | In casa | In casa | In casa | In casa | In casa | In casa | In trasferta | In trasferta | In trasferta | In trasferta | In trasferta | In trasferta | Totale | Totale | Totale | Totale | Totale | Totale | D.R. |
| Competizione     | Punti | G       | V       | N       | P       | Gf      | Gs      | G            | V            | N            | P            | Gf           | Gs           | G      | V      | N      | P      | Gf     | Gs     | D.R. |
| ---------------- | ----- | ------- | ------- | ------- | ------- | ------- | ------- | ------------ | ------------ | ------------ | ------------ | ------------ | ------------ | ------ | ------ | ------ | ------ | ------ | ------ | ---- |
| Serie A          | 26    | 15      | 8       | 4       | 3       | 29      | 19      | 15           | 1            | 4            | 10           | 11           | 30           | 30     | 9      | 8      | 13     | 40     | 49     | -9   |
| Coppa Italia     | -     | 1       | 1       | 0       | 0       | 4       | 1       | 2            | 1            | 0            | 1            | 3            | 2            | 3      | 2      | 0      | 1      | 7      | 3      | +4   |
| Coppa delle Alpi | -     | 0       | 0       | 0       | 0       | 0       | 0       | 4            | 0            | 1            | 3            | 3            | 7            | 4      | 0      | 1      | 3      | 3      | 7      | -4   |
| Totale           | 26    | 16      | 9       | 4       | 3       | 33      | 20      | 21           | 2            | 5            | 14           | 17           | 39           | 37     | 11     | 9      | 17     | 50     | 59     | -9   |

### Andamento in campionato
| Giornata  | 1  | 2  | 3  | 4 | 5 | 6 | 7 | 8 | 9 | 10 | 11 | 12 | 13 | 14 | 15 | 16 | 17 | 18 | 19 | 20 | 21 | 22 | 23 | 24 | 25 | 26 | 27 | 28 | 29 | 30 |
| --------- | -- | -- | -- | - | - | - | - | - | - | -- | -- | -- | -- | -- | -- | -- | -- | -- | -- | -- | -- | -- | -- | -- | -- | -- | -- | -- | -- | -- |
| Luogo     | T  | C  | T  | C | T | C | T | C | T | T  | C  | C  | T  | T  | C  | C  | T  | C  | T  | C  | T  | C  | T  | C  | C  | T  | T  | C  | C  | T  |
| Risultato | N  | P  | N  | V | N | V | P | V | P | P  | V  | N  | P  | P  | V  | V  | P  | V  | P  | V  | N  | N  | V  | N  | P  | P  | P  | N  | P  | P  |
| Posizione | 10 | 13 | 12 | 7 | 8 | 4 | 6 | 6 | 7 | 8  | 6  | 6  | 7  | 11 | 10 | 9  | 9  | 8  | 10 | 8  | 7  | 8  | 8  | 7  | 8  | 9  | 9  | 10 | 10 | 10 |

Legenda:

Luogo: C = Casa; T = Trasferta. Risultato: V = Vittoria; N = Pareggio; P = Sconfitta.

### Statistiche dei giocatori
| Giocatore     | Serie A  | Serie A | Coppa Italia | Coppa Italia | Coppa delle Alpi | Coppa delle Alpi | Totale   | Totale |
| Giocatore     | Presenze | Reti    | Presenze     | Reti         | Presenze         | Reti             | Presenze | Reti   |
| ------------- | -------- | ------- | ------------ | ------------ | ---------------- | ---------------- | -------- | ------ |
| A. Batistoni  | 30       | 0       | 1            | 0            | 4                | 0                | 35       | 0      |
| I. Bonatti    | 29       | 1       | 3            | 1            | 2                | 0                | 34       | 2      |
| A. Bonfanti   | 14       | 0       | 3            | 2            | 4                | 1                | 21       | 3      |
| G. Bui        | 26       | 15      | 2            | 1            | 4                | 1                | 32       | 17     |
| A. Colombo    | 4        | -6      | -            | -            | 1                | -2               | 5        | -8     |
| G. De Min     | 27       | -41     | 3            | -3           | 2                | -3               | 32       | -47    |
| S. Maddè      | 30       | 5       | 3            | 1            | 4                | 0                | 37       | 6      |
| E. Mascetti   | 21       | 0       | 2            | 1            | -                | -                | 23       | 1      |
| R. Mazzanti   | 30       | 3       | 3            | 0            | 3                | 0                | 36       | 3      |
| A. Orazi      | -        | -       | -            | -            | 2                | 0                | 2        | 0      |
| S. Petrelli   | 27       | 3       | 2            | 0            | -                | -                | 29       | 3      |
| R. Piccoli    | 2        | -2      | -            | -            | 1                | -2               | 3        | -4     |
| R. Ranghino   | 27       | 0       | 3            | 0            | 4                | 0                | 34       | 0      |
| C. Ripari     | 14       | 0       | 3            | 0            | 4                | 0                | 21       | 0      |
| G. Savoia     | 16       | 0       | 3            | 0            | -                | -                | 19       | 0      |
| G. Sega       | 9        | 0       | 1            | 0            | 2                | 1                | 12       | 1      |
| G. Tanello    | 5        | 0       | -            | -            | 3                | 0                | 8        | 0      |
| V. Traspedini | 28       | 8       | 2            | 0            | 2                | 0                | 32       | 8      |
| M. Trebbi     | -        | -       | -            | -            | 3                | 0                | 3        | 0      |
| S. Vanello    | 18       | 4       | 2            | 0            | 2                | 0                | 22       | 4      |